# اپل پارک
اپل پارک (انگلیسی: Apple Park) یک مقر ابرشرکت متعلق به اپل است. این ساختمان در خیابان وان اپل پارک‌وای در کوپرتینو، کالیفرنیا در ایالات متحده آمریکا واقع شده‌است. اپل پارک در آوریل ۲۰۱۷ افتتاح شد. طراحی این ساختمان توسط نورمن فاستر انجام شده‌است. اپل پارک که با بودجه‌ای ۵ میلیارد دلاری ساخته‌شده‌است، بیش از ۱۲ هزار کارمند را درون خود جای می‌دهد. بر مبنای سامانه اطلاعات جغرافیایی(GIS) قطر ساختمان دایره ای اپل پارک ۴۶۰ متر است که در ۴ طبقه ساخته شده است.

### توضیحات کامل معماری
همان گونه که با نگاه اول چشمی بیندازیم هیچ رنگ و بویی از معماری کلاسیک در اپل پارک دیده نمی شود. سبک معماری ای که مادر همه سبک ها است! شاید بتوان از حیث رنگ و بوی کاملا کُلی از سبک معماری بیزانس در آن رگه های بسیار کوچکی را تجسم کرد. انواع دیگر سبک های معماری قدیمی اروپایی نیز هیچ کاربردی نداشته اند مانند رومانسک و گوتیک.. معماری رنسانس هم با وجود نوگرایی سبکی کاملا کلاسیک است که فقط یکی دو نسل از قرون وسطی جلوتر پدید آمده بود. و اما فضای تجسمی اپل پارک ۳۰ تا ۴۰ درصد بر آمده از سبک معماری نئو فوتوریسم است! که سبک زنده و پویای اصل اپل پارک می باشد. استفاده از کروم در نما،استفاده متوسطی از نقوش هندسی و رنگ های زنده.. بگذارید بقیه سبک های به کار رفته را علی الخصوص به پُست مدرنیسم و به ویژه مُدرنیسم سال های ۱۹۹۵ تا ۲۰۰۵ اختصاص دهیم که این شاهکار خاص را خلق کرده اند. 